# Cala sa Cobertera
La cala sa Cobertera, o cala dels Capellans, és una petita platja natural del municipi de Palamós (Baix Empordà), situada prop de la platja de Castell, a llevant de la cala Foradada. Orientada al sud-est, té una longitud de 15 metres i una amplada de 9 metres, formada per còdols. S'hi accedeix per mar o baixant per un penya-segat des del camí de ronda.